# GNU Readline
GNU readline — свободная библиотека для интерфейса командной строки и обработки строк. Создана и поддерживается в рамках проекта GNU. Библиотека распространяется на условиях GNU General Public License. Последние версии библиотеки позволяют работать с многобайтовыми кодировками (Unicode).
Например, при вводе строки с использованием readline нажатие C-b (Ctrl+B) передвигает курсор на одну позицию назад, тогда как Ctrl+F передвигает курсор на одну позицию вперёд; нажатие Ctrl+R позволяет произвести поиск команд среди ранее введённых; использование этих клавиш пришло из одной из старейших и популярнейших программ проекта GNU — текстового редактора Emacs (описаны назначенные по умолчанию клавиши, но это назначение можно изменить, сделав его подобным применяемому в редакторе vi). Кроме того, readline поддерживает буфер обмена и дополнение имени команды по первым символам при нажатии клавиши Tab ↹. Readline является кросс-платформеной библиотекой, а значит, позволяет многим программам сохранить одинаковое поведение при вводе строки пользователем даже при переходе на другую платформу.

## Конфигурация и примеры
После установки readline полезно будет настроить под себя возможности редактирования в командной строке. Для этого нужно отредактировать один из конфигурационных файлов:
- /etc/inputrc — глобальный файл конфигурации для всех пользователей;
- ~/.inputrc — файл конфигурации для отдельных пользователей, хранимый в их домашнем каталоге;

Не следует забывать — readline является библиотекой, а не самостоятельной утилитой, и поэтому те программы, которые используют readline могут иметь собственные файлы конфигурации, в которых определяется поведение библиотеки для решения специальных задач.

### Формат файла конфигурации
- Комментарии — начинаются с символа #
- Назначения значений переменным конфигурации — пример: set meta-flag on
- Управляющие директивы — примеры: $if mode=emacs
- Назначения функций или макросов клавиатурным сочетаниям (англ. keyseq) —

### Клавиатурные сочетания
Команда bind.

### Интересные примеры макросов
В файлах конфигурации помимо простого переназначения функций редактирования новым «клавиатурным сочетаниям» можно создать достаточно нетривиальные макросы для выполнения специальных задач. Вот несколько примеров:
- "\e[A~":"\C-aman " — При нажатии F1 в начало строки добавляется "man "
- "\ee":"\C-a/etc/init.d/ restart\e[5D\C-b" — При нажатии Alt+E (или последовательном Esc E) в начало командной строки вводится текст /etc/init.d/ restart, после чего курсор сдвигается на одно слово и символ назад.
- "\ew":"ping -c 3 -w 5 -R rbc.ru\e[5D\e[5D" — При нажатии Alt+W, выводит ping -c 3 -w 5 -R rbc.ru и переводит курсор к rbc.ru.

### Нетривиальные примеры
Помимо ввода текста и выполнения функций редактирования, клавишам можно назначить немедленное выполнение программ или сценариев. Причём можно использовать возвращаемый в ходе выполнения программ текст для вставки его в редактируемую строку. Например, можно запрограммировать readline, чтобы при вводе определённой команды в качестве её аргументов можно было интерактивно подставлять с помощью функции Tab ↹ не только имена файлов/каталогов, но и определённые параметры, специфичные именно для этой команды. Для настройки автодополнения используют команду complete.

## Пример кода
Следующий код написан на C :
```
#include
 
<stdlib.h>

#include
 
<stdio.h>

#include
 
<unistd.h>

#include
 
<readline/readline.h>

#include
 
<readline/history.h>

int
 
main
()

{

    
char
*
 
input
,
 
shell_prompt
[
100
];

    
for
(;;)

    
{

        
// getting the current user's path

        
snprintf
(
shell_prompt
,
 
sizeof
(
shell_prompt
),
 
"%s:%s $ "
,
 
getenv
(
"USER"
),
 
getcwd
(
NULL
,
 
1024
));

        
// inputing...

        
input
 
=
 
readline
(
shell_prompt
);

        
// eof

        
if
 
(
!
input
)

            
break
;

	
// path autocompletion when tabulation hit

        
rl_bind_key
(
'\t'
,
 
rl_complete
);

        
// adding the previous input into history

        
add_history
(
input
);

        
/* do stuff */

        
// Т. к. вызов readline() выделяет память, но не освобождает (а возвращает), то эту память нужно вернуть (освободить).

        
free
(
input
);

    
}

}

```